# 小行星15036
小行星15036（15036 Giovannianselmi）是一颗绕太阳运转的小行星，为主小行星带小行星。该小行星于1998年11月18日发现。

## 轨道参数
小行星15036的轨道半长轴为2.4634528 UA，离心率为0.091。